# 赫尔辛基集市广场

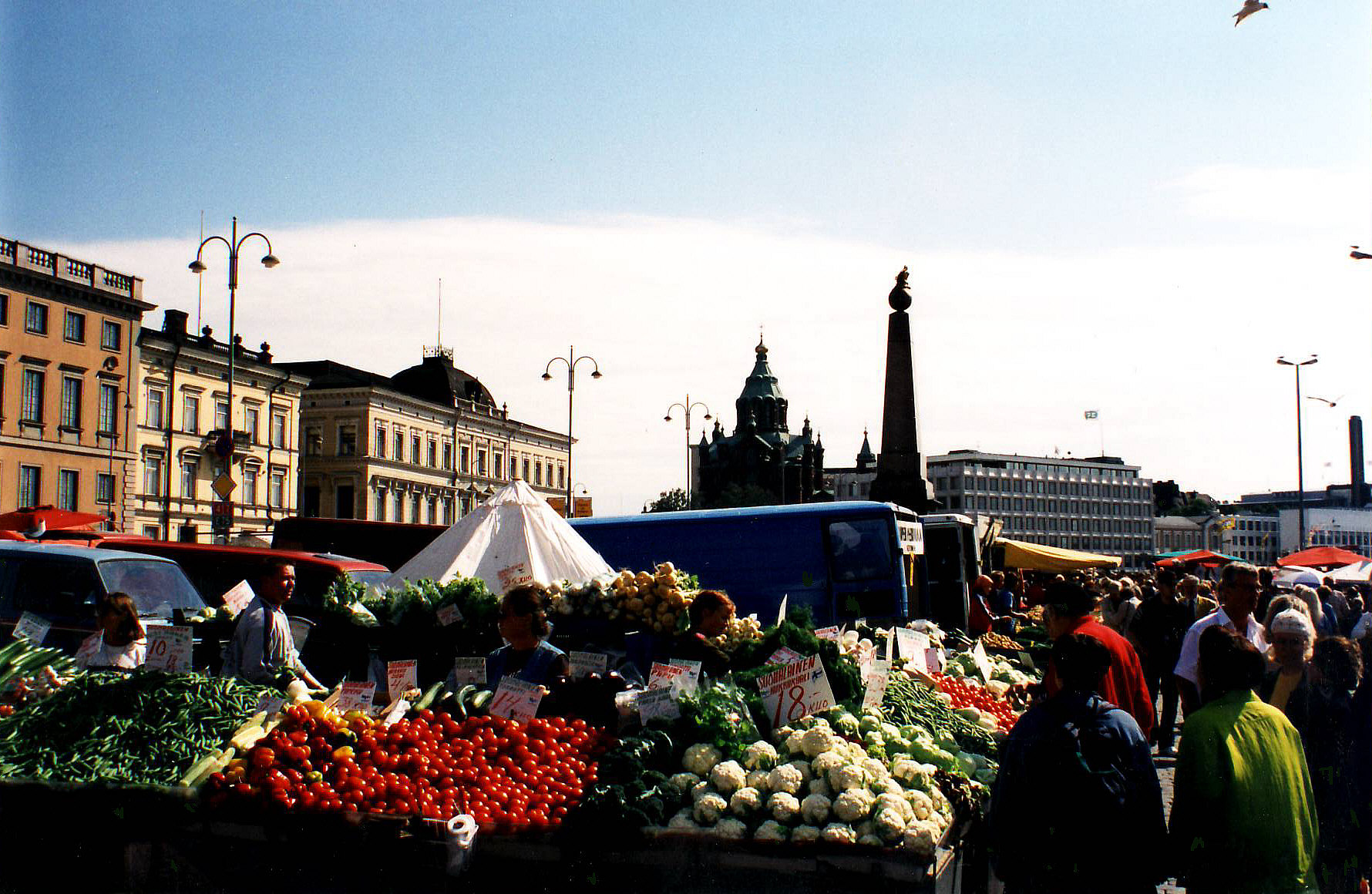
赫尔辛基集市广场

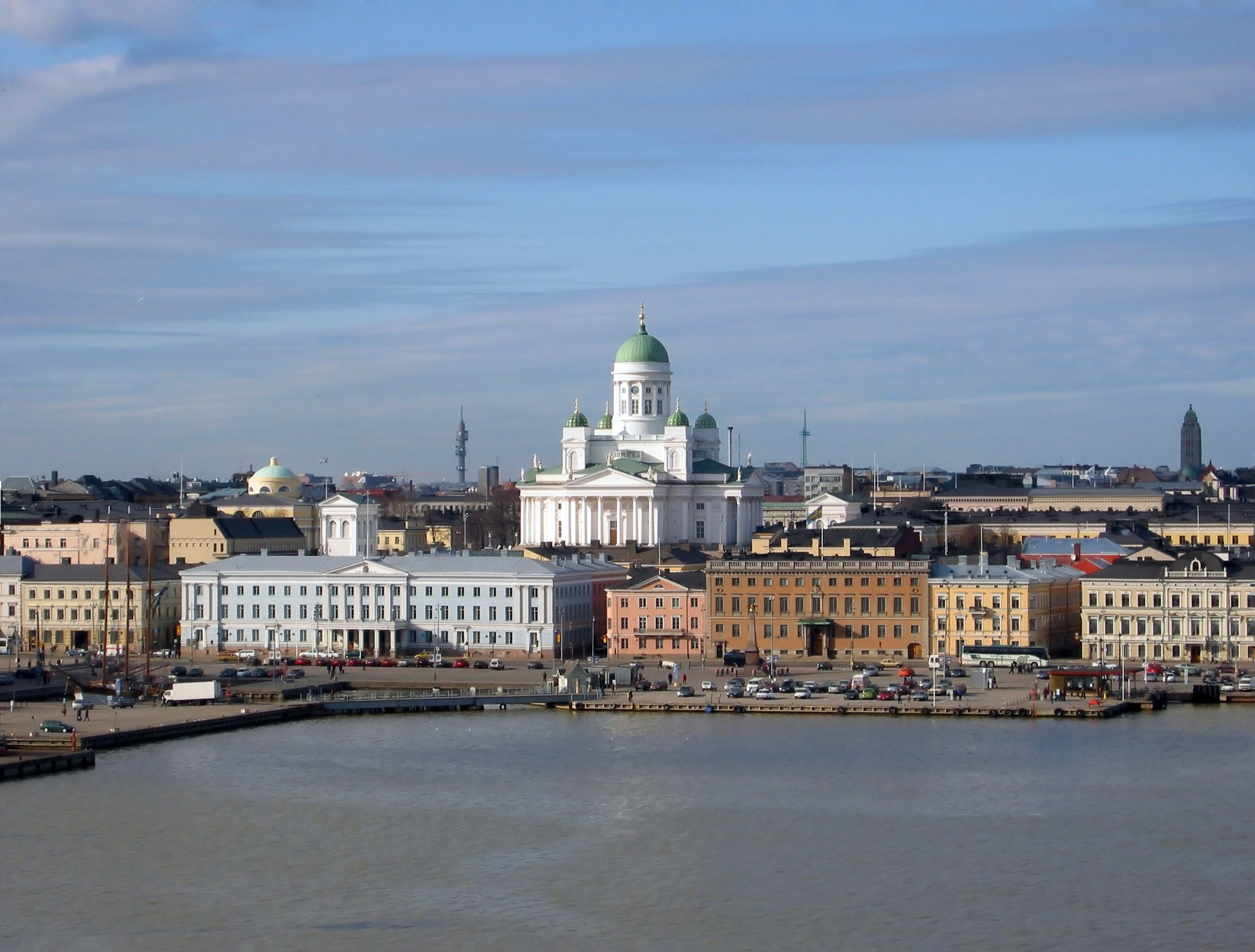
赫尔辛基集市广场，赫尔辛基主教座堂位于画面的中心

赫尔辛基集市广场（芬蘭語：Kauppatori）是芬兰首都赫尔辛基多个广场中最著名及游客最多的广场。广场位于赫尔辛基历史市中心的南端，赫尔辛基南港海湾的边上。其南面濒临波罗的海，北面为北埃斯普拉纳迪街，西边为联盟街（该街的另外一边是埃斯普拉纳迪公园），东边为卡塔亚诺卡运河河口上的总统府码头（Linnanallas）。从这个码头有全年开往芬兰堡的轮渡。

## 历史
直至1800年代初期，在现今集市广场的地方还是一块渔民码头边上的泥地。附近的渔民把该海湾作为交易市场，他们把船系在码头上，并卖鱼为赫尔辛基市民。现今北埃斯普拉纳迪街北面才开始有住宅区。而作为集市的广场是那时的大广场（Suurtori），即现今的元老院廣場的位置上。
集市广场出现于1800年代初期，当时赫尔辛基市中心重新建设为芬兰大公国的首都。在1812年的城市规划图上原有的大广场改建为新的带有纪念意义的元老院广场，而新的集市广场则放在原先渔民码头的地方。原先海湾边上的低洼泥地必须填高，以便建为宽阔且适合船运的广场。广场边上建造了三个码头：东边的码头（即现今的总统府码头）服务于开往维亚堡（现名芬兰堡）的船运，西边的码头（即现今的霍乱码头）为渔船停靠的地方，南边的码头（即现今的爱沙尼亚码头）是蒸汽船停靠的地方。在修建广场的同时也开挖了卡塔亚诺卡运河。
1890年代时沿着集市广场的海岸铺设了连接至卡塔亚诺卡的港口铁路，由此广场朝海的方向拓宽了，并在广场的两头修建了两座可打开让船只通过的铁路桥，以便让火车通过霍乱码头的出海口和跨越卡塔亚诺卡运河。1980年代时通往卡塔亚诺卡的铁路运输停止运行并拆除了铁轨。

## 旅游景点及知名建筑

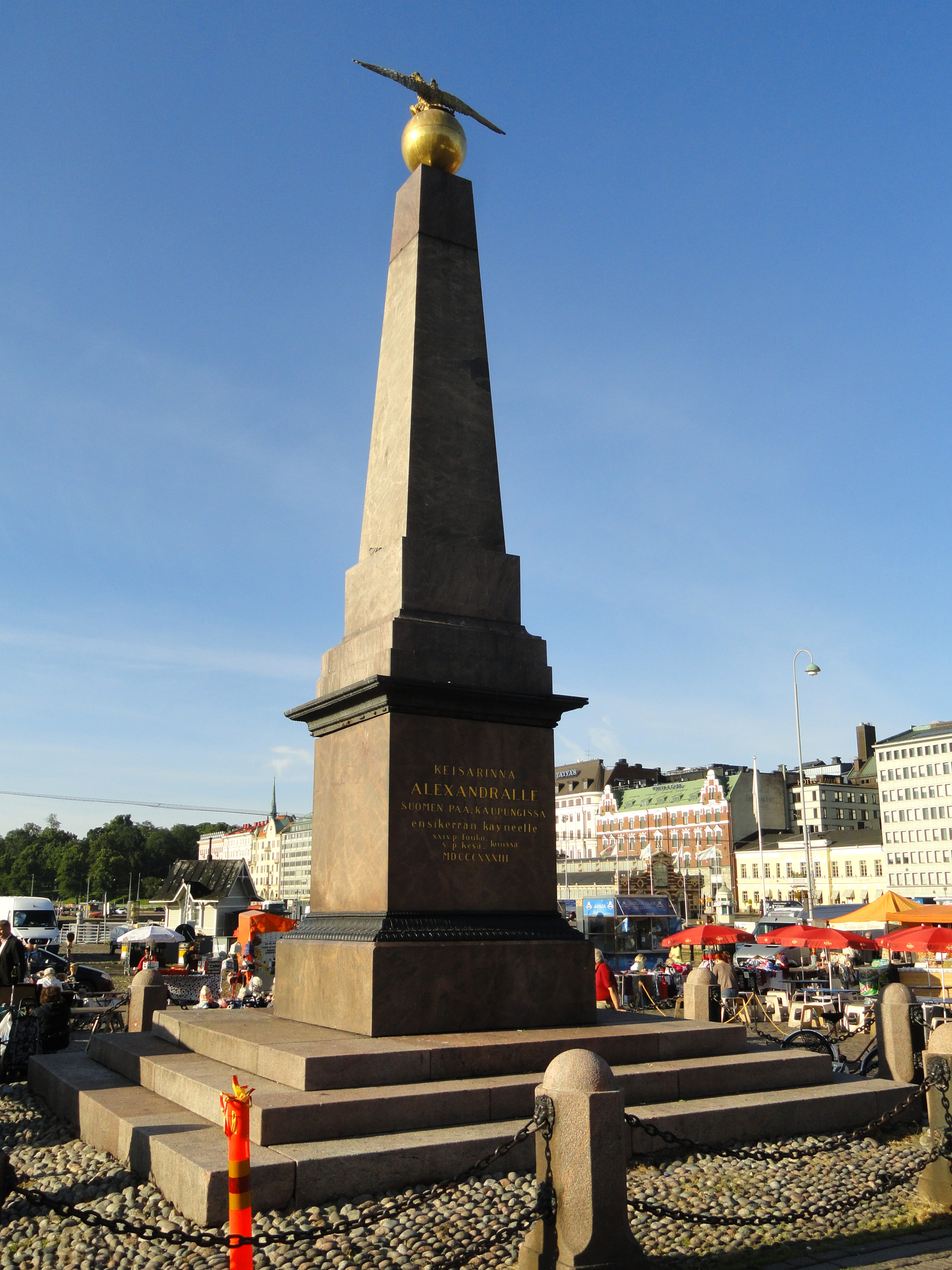
皇后石碑

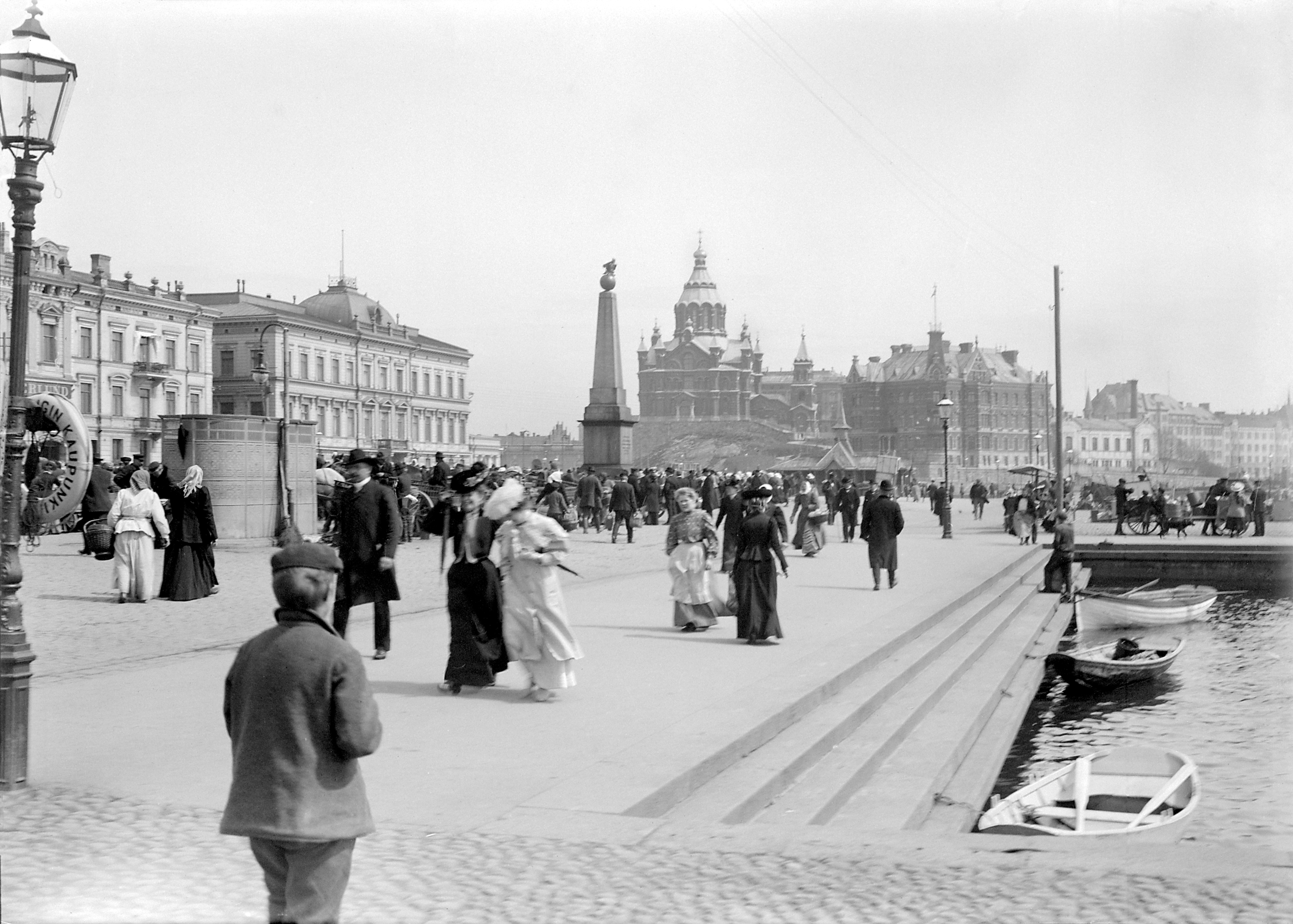
大约在1900年时的集市广场

集市广场的中心为赫尔辛基最老的公共纪念碑皇后石碑，石碑是为纪念尼古拉一世的夫人亚历山德拉皇后首次于1835年造访赫尔辛基而竖立的。竖立的地点为沙皇及皇后从轮船上登陆的地方。卡尔·卢德维格·恩格尔设计的皇后石碑为红色花岗岩的方尖碑，石碑的顶端为铜色的地球模型，其上为沙皇俄国的象征双头鹰。俄国水手在十月革命时的1917年扔石头把地球模型和双头鹰砸下，但它们得以保存并在1971年修复后重新安置在石碑的顶上。
广场的西端靠近联盟街和埃斯普拉纳迪公园的地方有哈维斯·阿曼达喷泉雕塑，此乃赫尔辛基最著名的雕塑之一。

### 周边建筑
集市广场的周边有一些知名历史性的建筑。广场北边沿着北埃斯普拉纳迪街从东向西为：
- 芬兰总统府
- 芬兰最高法院大楼
- 瑞典驻芬兰使馆
- 赫尔辛基市政厅

另外广场附近还有如下知名建筑：
- 赫尔辛基老市场大厅（芬蘭語：Vanha kauppahalli）：赫尔辛基及芬兰历史最久的市场大厅
- 芬欧汇川前总部大楼
- 总部守卫营房
- 乌斯彭斯基主教座堂
- 斯道拉恩索总部大楼